# Merom
Merom – miasto w Stanach Zjednoczonych, w stanie Indiana, w hrabstwie Sullivan.